# Gare de Saint-Ouen (Haute-Vienne)
La gare de Saint-Ouen est une ancienne gare ferroviaire française de la ligne du Dorat à Limoges-Bénédictins, située sur le territoire de la commune de Peyrat-de-Bellac, dans le département de la Haute-Vienne en région Nouvelle-Aquitaine.
Mise en service en 1880, elle est fermée au trafic au cours du XXe siècle.

## Situation ferroviaire
Établie à 189 mètres d'altitude, la gare de Saint-Ouen est située au point kilométrique (PK) 426,089 de la ligne du Dorat à Limoges-Bénédictins, entre la gare ouverte du Dorat et la gare fermée de Peyrat. Bien qu'elle dépende de la commune de Peyrat-de-Bellac, elle se situe tout près du bourg de Saint-Ouen-sur-Gartempe, dont elle n'est séparée que par la Gartempe et dont elle a pris le nom.

## Histoire
La gare de Saint-Ouen est mise en service le 31 décembre 1880 par l'État, à l'ouverture de la ligne.
La date de sa fermeture est inconnue.

## Patrimoine ferroviaire
L'ancien bâtiment voyageur est désormais un logement,.